# Maria bytomska

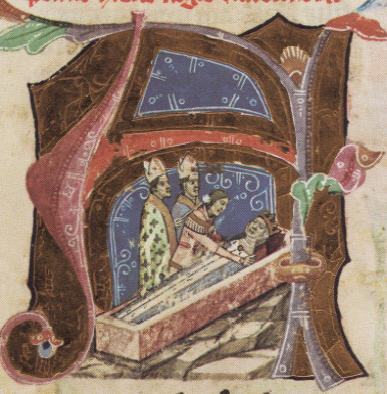
Pochówek Marii bytomskiej – miniatura z Kroniki ilustrowanej

Maria bytomska (ur. przed 1295, zm. 15 grudnia 1317 w Temesvárze) – księżniczka bytomska, królowa węgierska z dynastii Piastów.
Córka księcia bytomskiego Kazimierza i Heleny, której pochodzenie nie jest znane, aczkolwiek literatura historyczna skłania się do uznania jej za córkę księcia halickiego Lwa I z dynastii Rurykowiczów. Żona króla Węgier Karola I Roberta z dynastii Andegawenów.
Maria była pierwszą żoną Karola Roberta, poślubioną przez niego w 1306. Związek ten był bezpotomny, jednakże starsza literatura naukowa utrzymywała, że pochodziły z niego dwie córki. Niewiele wiadomo o działalności Marii na Węgrzech. Jej małżeństwo z Karolem Robertem utrwalało porozumienie polsko-węgierskie skierowane przeciw Czechom. Przyczyniło się także do nawiązania bliskich kontaktów polsko-węgierskich w XIV w., m.in. wpłynęło na zawarcie przez Karola Roberta trzeciego małżeństwa z Elżbietą Łokietkówną oraz na kariery kościelne na Węgrzech braci Marii: Bolesława i Mieszka.

## Życiorys

### Narodziny
Data urodzenia Marii nie jest znana. W 1306, gdy została poślubiona przez Karola Roberta, zgodnie z wymogiem ówczesnego prawa kanonicznego musiała mieć ukończone 12 lat. Urodziła się zatem najpóźniej w 1294. Była pierwszą przedstawicielką śląskiej linii dynastii piastowskiej noszącą imię Maria. Motywy nadania jej tego miana nie są znane. Wśród dzieci Kazimierza bytomskiego umownie zajmuje ostatnie, szóste miejsce, aczkolwiek mogła urodzić się nawet jako trzecie dziecko z kolei.

### Małżeństwo z Karolem Robertem

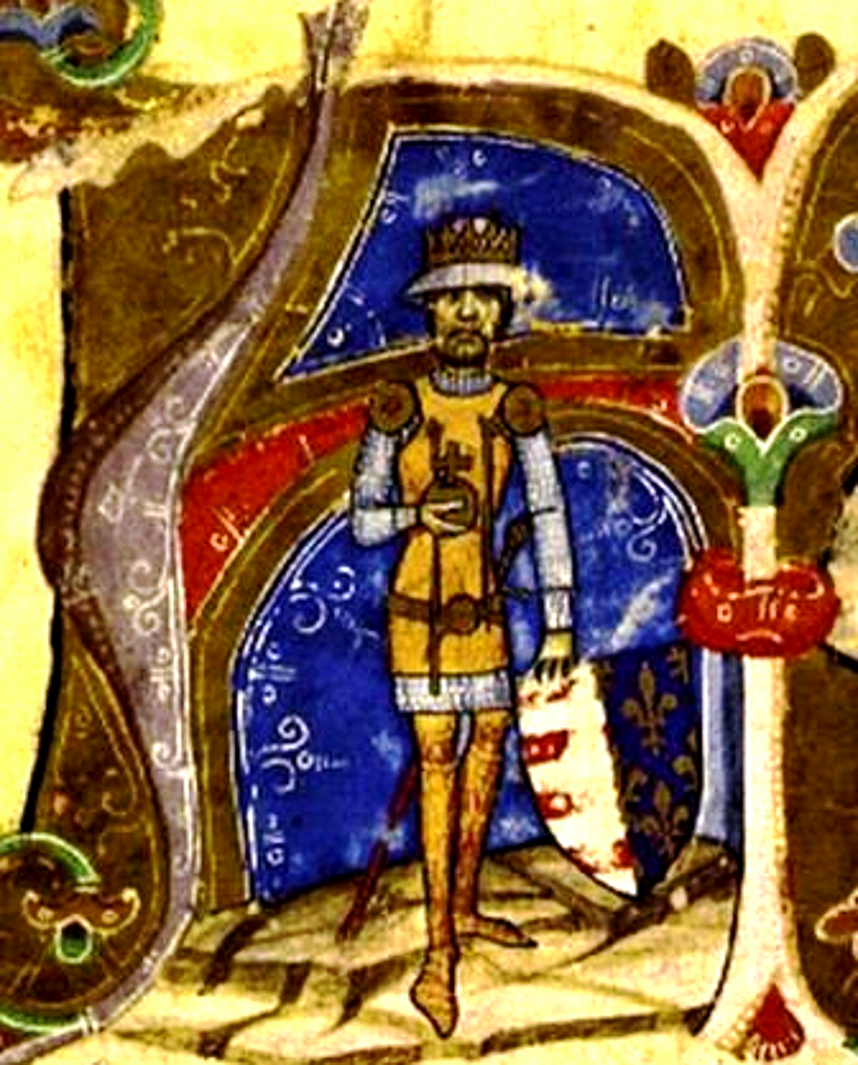
Karol Robert – miniatura z Kroniki ilustrowanej

Informację o zamążpójściu Marii z Karolem Robertem przekazał Jan Długosz w Rocznikach dwukrotnie: raz pod rokiem 1306 i ponownie pod 1310. Z dwóch datacji poprawna jest ta wcześniejsza. Na jej korzyść przemawia pierwszy znany dokument Marii jako królowej węgierskiej, wystawiony 23 czerwca 1306. Ponadto po 1306 w dokumentach węgierskich zaczynają występować urzędnicy królowej. Wreszcie przypuszcza się, że pożyczka w wysokości 140 grzywien groszy srebrnych zaciągnięta ok. 1305 przez Kazimierza bytomskiego została przeznaczona na pokrycie kosztów związanych z weselem Marii i Karola Roberta. W obydwu kronikarskich wzmiankach Długosz odniósł się do urody Marii, określając Piastównę śląską jako „bardzo piękną dziewczynę” i „dziewczynę słynącą wówczas z niezwykłej urody”. W zawarciu małżeństwa miał pośredniczyć brat księżniczki, Bolesław, scholastyk krakowski i książę toszecki. Ślub i wesele odbyły się najprawdopodobniej w Bytomiu, w parafii panny młodej. Po przybyciu na Węgry zgodnie z prawie stuletnim zwyczajem Maria została koronowana na królową węgierską przez biskupa weszpremskiego Benedykta w Székesfehérvárze.
Małżeństwo Marii z Karolem Robertem umacniało antyczeski sojusz polsko-węgierski zawarty między jej mężem a Władysławem Łokietkiem, bratem ciotecznym ojca Piastówny, który zapewne miał swój udział w realizacji projektu małżeńskiego. Wiązało księstwo bytomskie z obozem antyczeskim, w konsekwencji znosiło zależność lenną wobec Czech. Wzmacniało pozycję Karola Roberta w rywalizacji z Ottonem bawarskim o koronę węgierską po wymarłej dynastii Arpadów, o ile matką Marii była Helena Lwówna, wnuczka Beli IV ze strony matki. Przyczyniło się także do nawiązania ścisłych stosunków między Polską a Węgrami w XIV wieku. Wywarło wpływ na zawarcie trzeciego małżeństwa Karola Roberta z Elżbietą Łokietkówną, a także wpłynęło na uzyskanie wysokich godności kościelnych na Węgrzech przez braci Marii, aczkolwiek nominacje na urzędy biskupie otrzymali oni dopiero po jej śmierci, gdy królową węgierską była Łokietkówna. Bolesław został arcybiskupem ostrzyhomskim, natomiast Mieszko wpierw otrzymał biskupstwo nitrzańskie, skąd został przeniesiony na biskupstwo weszpremskie, obejmując jednocześnie urząd kanclerza królowej.
Niewiele wiadomo o roli Marii na węgierskim dworze królewskim. Znane są tylko dwa dokumenty przez nią wydane. Pierwszy, z 1312, zachował się do czasów współczesnych wraz z pieczęcią. Treść drugiego, z 9 kwietnia 1313, znana jest z potwierdzenia kapituły w Székesfehérvárze. Na awersie pieczęci Marii znajdują się wyobrażenie królowej siedzącej na tronie w kwiatowej otoczce oraz litery M i A po bokach postaci. Na rewersie natomiast umiejscowiono podwójny krzyż Andegawenów, a także litery RI oraz A pomiędzy jego ramionami. Litery z obu stron pieczęci składają się na imię królowej.
Małżeństwo z Karolem Robertem było bezdzietne, prawdopodobnie z powodu bezpłodności królowej. Starsza literatura przypisywała temu związkowi dwie córki. Pierwsza z nich – Katarzyna miała być żoną Henryka świdnickiego, druga – Elżbieta żoną Bolesława niemodlińskiego. Pogląd ten został jednak zakwestionowany. Karol Robert nie był wobec Marii wiernym mężem. Utrzymywał stosunki z pochodzącą z wyspy Czepel na Dunaju nieznaną z imienia kobietą, która pod koniec 1316 lub na początku 1317 urodziła mu syna Kolomana. Ten jako potomek królewski z nieprawego łoża zrobił karierę kościelną, sprawując w latach 1337–1375 rządy biskupie w Győr.

### Śmierć
Maria zmarła 15 grudnia 1317 w Temesvárze i została pochowana w Székesfehérvárze, w bazylice Panny Marii. Wiadomość tę przekazał Jan Długosz. Relację polskiego kronikarza potwierdzają źródła węgierskie, przy czym podają one trzy różne daty roczne śmierci Piastówny: 1315, 1316, 1317. Na korzyść trzeciej datacji przemawia dokument Karola Roberta z 24 lutego 1317, w którym Maria występuje jeszcze jako osoba żyjąca. Powstałe rozbieżności w dacie rocznej tłumaczy się opuszczeniem pionowych kresek przez pisarza – zamiast MCCCXVII zapisano MCCCXV i MCCCXVI. Moment złożenia Marii do grobu został przedstawiony na miniaturze w Kronice ilustrowanej, przechowywanej w zbiorach Biblioteki Narodowej w Budapeszcie.
Po śmierci Marii Karol Robert żenił się jeszcze dwukrotnie. W 1318 poślubił Beatrycze Luksemburską, która w następnym roku zmarła w trakcie porodu, a w 1320 pojął za żonę Elżbietę Łokietkównę, z którą doczekał się licznego potomstwa.